# Kościół św. Mikołaja w Starkowie
Kościół św. Mikołaja w Starkowie – zabytkowy kościół we wsi Starków (województwo dolnośląskie).
Kościół filialny parafii  w Starej Łomnicy wybudowany w  XV-XVII w.